# ライン州立フィルハーモニー管弦楽団
ライン州立フィルハーモニー管弦楽団（ドイツ語：Staatsorchester Rheinische Philharmonie、略称：SRP）は、ドイツのラインラント＝プファルツ州コブレンツに本拠地を置くオーケストラである。コブレンツ市立劇場における劇場オーケストラとしても活動している。

## 概要
1654年にコブレンツに設立された領主司教の宮廷楽団にルーツを置くという。この楽団は1794年にフランス軍の都市への侵攻で解体されたが、音楽協会などの形で連綿と受け継がれていった。
戦後の1945年、コブレンツ放送のオーケストラとして再興され、1973年に州立となった。1985年よりコブレンツ市内のネオゴシック建築「ゲレスハウス（Görreshaus）」を本拠地としている。
近年の首席指揮者にはジェームズ・ロックハート（1981-1991、現在は名誉指揮者）、クリスティアン・クルティヒ（1991-1998）、呂紹嘉（1998-2004）、ダニエル・ライスキン（2005-2016）らがおり、2022年からはベンジャミン・シュワルツが首席指揮者を務める。
主にラインラント＝プファルツ州の北部で活動を展開しており、コブレンツの他、マイエン、アンデルナハ、ジンメルン、ボッパルト、そして州都マインツなどで公演を行う。